# 千葉県の市町村旗一覧
千葉県の市町村旗一覧（ちばけんのしちょうそんきいちらん）は、千葉県内の市町村に制定されている、あるいは制定されていた市町村旗の一覧である。なお、一覧の順序は全国地方公共団体コード順による。廃止された市町村旗は廃止日から順に掲載している。

## 市部
| 市         | 市旗 | 制定有無 | 制定日         | 旗の色                                                   | 備考                                           |
| ---------- | ---- | -------- | -------------- | -------------------------------------------------------- | ---------------------------------------------- |
| 千葉市     |      | あり     | 1966年12月28日 | 地色は濃緑色であり、紋章は白色が指定されている           |                                                |
| 銚子市     |      | なし     | なし           | 地色は濃紫色であり、紋章は白色が指定されている           |                                                |
| 市川市     |      | あり     | 不明           | 地色は紫色であり、紋章は白色が指定されている             |                                                |
| 船橋市     |      | あり     | 1973年5月1日   | 地色は紫色であり、紋章は白色が指定されている             |                                                |
| 館山市     |      | あり     | 1939年12月25日 | 地色は白色であり、紋章は青色が指定されている             |                                                |
| 木更津市   |      | なし     | なし           | 地色は紫色であり、紋章は白色が指定されている             |                                                |
| 松戸市     |      | なし     | なし           | 地色は緑色であり、紋章は白色が指定されている             |                                                |
| 野田市     |      | あり     | 1987年10月1日  | 地色は紫色であり、紋章は白色が指定されている             | 制定前は未制定であったが慣例的に使用されていた |
| 茂原市     |      | なし     | なし           | 地色は緑色であり、紋章は白色が指定されている             |                                                |
| 成田市     |      | なし     | なし           | 地色は白色であり、紋章は指定色が指定されている           | 2代目の市旗である                              |
| 佐倉市     |      | なし     | なし           | 地色は白色であり、紋章は濃青色が指定されている           |                                                |
| 東金市     |      | あり     | 1953年9月27日  | 地色は白色であり、紋章は青色が指定されている             |                                                |
| 旭市       |      | なし     | なし           | 地色は白色であり、紋章は指定色が指定されている           | 2代目の市旗である                              |
| 習志野市   |      | あり     | 1975年11月13日 | 地色は白色であり、紋章は青色が指定されている             | 2004年9月1日に告示される                       |
| 柏市       |      | あり     | 1984年11月13日 | 地色は青緑色であり、紋章は白色が指定されている           |                                                |
| 勝浦市     |      | なし     | なし           | 地色は青色であり、紋章は白色が指定されている             |                                                |
| 市原市     |      | あり     | 1980年2月20日  | 地色は群青色であり、紋章は白色が指定されている           |                                                |
| 流山市     |      | なし     | なし           | 地色は白色であり、紋章は赤色が指定されている             |                                                |
| 八千代市   |      | あり     | 2004年7月1日   | 地色は紫色であり、紋章は白色が指定されている             | 制定前は未制定であったが慣例的に使用されていた |
| 我孫子市   |      | なし     | なし           | 地色は緑色であり、紋章は白色が指定されている             |                                                |
| 鴨川市     |      | なし     | なし           | 地色は白色であり、紋章は指定色が指定されている           | 2代目の市旗である                              |
| 鎌ケ谷市   |      | なし     | なし           | 地色は臙脂色であり、紋章は白色が指定されている           |                                                |
| 君津市     |      | なし     | なし           | 地色は緑色であり、紋章は白色が指定されている             |                                                |
| 富津市     |      | あり     | 1971年10月1日  | 地色は青色であり、紋章は白色が指定されている             |                                                |
| 浦安市     |      | なし     | なし           | 地色は白色であり、紋章は指定色が指定されている           | 2代目の市旗である                              |
| 四街道市   |      | なし     | なし           | 地色は紺色であり、紋章は白色が指定されている             |                                                |
| 袖ケ浦市   |      | なし     | なし           | 地色は緑色であり、紋章は白色が指定されている             |                                                |
| 八街市     |      | なし     | なし           | 地色は紫色であり、紋章は白色が指定されている             |                                                |
| 印西市     |      | なし     | なし           | 地色は水色であり、紋章は白色が指定されている             |                                                |
| 白井市     |      | なし     | なし           | 地色は水色であり、紋章は白色が指定されている             |                                                |
| 富里市     |      | あり     | 2011年9月14日  | 地色はライトグリーン色であり、紋章は白色が指定されている |                                                |
| 南房総市   |      | あり     | 2006年3月20日  | 地色は白色であり、紋章は指定色が指定されている           |                                                |
| 匝瑳市     |      | なし     | なし           | 地色は白色であり、紋章は指定色が指定されている           |                                                |
| 香取市     |      | なし     | なし           | 地色は白色であり、紋章は指定色が指定されている           |                                                |
| 山武市     |      | なし     | なし           | 地色は青色であり、紋章は白色が指定されている             |                                                |
| いすみ市   |      | あり     | 2018年2月22日  | 地色は白色であり、紋章は指定色が指定されている           |                                                |
| 大網白里市 |      | なし     | なし           | 地色は青緑色であり、紋章は白色が指定されている           |                                                |

## 町村部
| 郡     | 町村       | 町村旗 | 制定有無 | 制定日         | 旗の色                                                                               | 備考                                           |
| ------ | ---------- | ------ | -------- | -------------- | ------------------------------------------------------------------------------------ | ---------------------------------------------- |
| 印旛郡 | 酒々井町   |        | なし     | なし           | 地色は白色であり、紋章は青色が指定されている                                         |                                                |
| 印旛郡 | 栄町       |        | なし     | なし           | 地色は青緑色であり、紋章は白色が指定されている                                       |                                                |
| 香取郡 | 神崎町     |        | なし     | なし           | 地色は白色であり、紋章は青色が指定されている                                         |                                                |
| 香取郡 | 多古町     |        | なし     | なし           | 地色は若草色であり、紋章は青色と黄色が指定されている                                 |                                                |
| 香取郡 | 東庄町     |        | あり     | 1965年12月1日  | 地色は紫色であり、紋章は白色が指定されている                                         |                                                |
| 山武郡 | 九十九里町 |        | なし     | なし           | 地色は水色であり、紋章は白色が指定されている                                         |                                                |
| 山武郡 | 芝山町     |        | なし     | なし           | 地色は緑色であり、紋章は白色が指定されている                                         |                                                |
| 山武郡 | 横芝光町   |        | あり     | 2006年3月27日  | 地色は白色であり、紋章は指定色が指定されている                                       |                                                |
| 長生郡 | 一宮町     |        | なし     | なし           | 地色は緑色であり、紋章は白色が指定されている                                         |                                                |
| 長生郡 | 睦沢町     |        | あり     | 1973年7月9日   | 地色は白色であり、紋章の中で「ム」は白色・外円は青色・内円の中は緑色が指定されている | 睦沢村旗として制定され、町制施行後に継承される |
| 長生郡 | 長生村     |        | あり     | 1971年5月11日  | 地色は暗緑色であり、紋章は黄色・縁部分は白色が指定されている                         |                                                |
| 長生郡 | 白子町     |        | あり     | 1974年12月19日 | 地色は濃緑色であり、紋章は白色が指定されている                                       |                                                |
| 長生郡 | 長柄町     |        | なし     | なし           | 地色は薄水色であり、紋章は白色が指定されている                                       |                                                |
| 長生郡 | 長南町     |        | あり     | 1970年12月25日 | 地色は緑色であり、紋章は黄色・縁部分は白色が指定されている                           |                                                |
| 夷隅郡 | 大多喜町   |        | なし     | なし           | 地色は紫色であり、紋章は白色が指定されている                                         |                                                |
| 夷隅郡 | 御宿町     |        | なし     | なし           | 地色は白色であり、紋章は赤色が指定されている                                         |                                                |
| 安房郡 | 鋸南町     |        | なし     | なし           | 指定されていない 慣例として地色は瑠璃色であり、紋章は橙色が指定されている            |                                                |

## 廃止された市町村旗
| 市郡       | 町村       | 町村旗 | 制定有無 | 制定日         | 廃止日        | 旗の色                                                                    | 備考                       |
| ---------- | ---------- | ------ | -------- | -------------- | ------------- | ------------------------------------------------------------------------- | -------------------------- |
| 香取郡     | 佐原町     |        | なし     | なし           | 1951年3月15日 | -                                                                         |                            |
| 山武郡     | 土気町     |        | あり     | 1968年2月1日   | 1969年7月15日 | 地色は朱土色であり、紋章は金色が指定されている                            |                            |
| 浦安市     |            |        | なし     | なし           | 1991年4月1日  | 地色はセルリアンブルー色であり、紋章は白色が指定されている                | 初代の市旗である           |
| 東葛飾郡   | 関宿町     |        | なし     | なし           | 2003年6月6日  | 地色は白色であり、紋章は水色が指定されている                              |                            |
| 鴨川市     |            |        | なし     | なし           | 2005年2月11日 | 地色は水色であり、紋章は白色が指定されている                              | 初代の市旗である           |
| 安房郡     | 天津小湊町 |        | なし     | なし           | 2005年2月11日 | 地色は白色であり、紋章は水色が指定されている                              |                            |
| 東葛飾郡   | 沼南町     |        | なし     | なし           | 2005年3月28日 | 地色は白色であり、紋章は緑色が指定されている                              |                            |
| 旭市       |            |        | なし     | なし           | 2005年7月1日  | 地色は緑色であり、紋章は白色が指定されている                              | 初代の市旗である           |
| 海上郡     | 海上町     |        | なし     | なし           | 2005年7月1日  | 地色は水色であり、紋章は白色が指定されている                              |                            |
| 海上郡     | 飯岡町     |        | なし     | なし           | 2005年7月1日  | 地色は白色であり、紋章は赤色が指定されている                              |                            |
| 香取郡     | 干潟町     |        | なし     | なし           | 2005年7月1日  | 地色は緑色であり、紋章は黄色が指定されている                              |                            |
| 夷隅郡     | 夷隅町     |        | なし     | なし           | 2005年12月5日 | -                                                                         |                            |
| 夷隅郡     | 大原町     |        | なし     | なし           | 2005年12月5日 | -                                                                         |                            |
| 夷隅郡     | 岬町       |        | なし     | なし           | 2005年12月5日 | -                                                                         |                            |
| 八日市場市 |            |        | なし     | なし           | 2006年1月23日 | 地色は白色であり、紋章は臙脂色が指定されている                            |                            |
| 匝瑳郡     | 野栄町     |        | なし     | なし           | 2006年1月23日 | 地色は白色であり、紋章は緑色が指定されている                              |                            |
| 安房郡     | 富浦町     |        | なし     | なし           | 2006年3月20日 | 指定されていない 地色は緑色であり、紋章は黄色が指定されている             |                            |
| 安房郡     | 富山町     |        | なし     | なし           | 2006年3月20日 | 地色は枇杷色であり、紋章は黒色が指定されている                            |                            |
| 安房郡     | 白浜町     |        | なし     | なし           | 2006年3月20日 | 地色は紺色であり、紋章は白色が指定されている                              |                            |
| 安房郡     | 千倉町     |        | なし     | なし           | 2006年3月20日 | 指定されていない 地色は白色であり、紋章は赤色・青色・緑色が指定されている |                            |
| 安房郡     | 丸山町     |        | なし     | なし           | 2006年3月20日 | 地色は臙脂色であり、紋章は白色が指定されている                            |                            |
| 安房郡     | 和田町     |        | あり     | 1981年7月20日  | 2006年3月20日 | 地色は空色であり、紋章は白色が指定されている                              |                            |
| 安房郡     | 三芳村     |        | あり     | 1973年9月1日   | 2006年3月20日 | 地色は青色であり、紋章は白色と青色が指定されている                        |                            |
| 成田市     |            |        | あり     | 1954年5月7日   | 2006年3月27日 | 地色は紫色であり、紋章は白色が指定されている                              | 初代の市旗である           |
| 香取郡     | 下総町     |        | なし     | なし           | 2006年3月27日 | 地色は緑色であり、紋章は白色が指定されている                              |                            |
| 香取郡     | 大栄町     |        | あり     | 1974年8月1日   | 2006年3月27日 | 地色は黄緑色であり、紋章は白色が指定されている                            |                            |
| 佐原市     |            |        | なし     | なし           | 2006年3月27日 | 地色は紺色であり、紋章は白色が指定されている                              |                            |
| 香取郡     | 小見川町   |        | あり     | 1971年2月11日  | 2006年3月27日 | 地色は空色であり、紋章は白色と青色が指定されている                        |                            |
| 香取郡     | 山田町     |        | あり     | 1966年10月10日 | 2006年3月27日 | 地色は深海色（青色）であり、紋章は白色が指定されている                    |                            |
| 香取郡     | 栗源町     |        | なし     | なし           | 2006年3月27日 | 地色は緑色であり、紋章は白色が指定されている                              |                            |
| 山武郡     | 成東町     |        | なし     | なし           | 2006年3月27日 | -                                                                         |                            |
| 山武郡     | 山武町     |        | なし     | なし           | 2006年3月27日 | -                                                                         |                            |
| 山武郡     | 松尾町     |        | あり     | 1959年1月10日  | 2006年3月27日 | 指定されていない                                                          |                            |
| 山武郡     | 蓮沼村     |        | なし     | なし           | 2006年3月27日 | -                                                                         |                            |
| 山武郡     | 横芝町     |        | あり     | 1987年7月28日  | 2006年3月27日 | 地色はペパーミントグリーン色であり、紋章は白色が指定されている            |                            |
| 匝瑳郡     | 光町       |        | あり     | 1964年6月1日   | 2006年3月27日 | 地色は紫色であり、紋章の部分は黄金色・ハトの部分は白色が指定されている    | 町章と一部デザインが異なる |
| 印旛郡     | 印旛村     |        | なし     | なし           | 2010年3月23日 | 地色は小金色であり、紋章は緑色が指定されている                            |                            |
| 印旛郡     | 本埜村     |        | なし     | なし           | 2010年3月23日 | 地色は藍色であり、紋章は緑色が指定されている                              |                            |

### 書籍
- 中川幸也『シリーズ人間とシンボル第2号「都市の旗と紋章」』中川ケミカル、1987年10月11日。
- NHK情報ネットワーク『NHKふるさとデータブック3 [関東]』日本放送協会、1992年4月1日。

### 自治体書籍
- 和田町役場『和田町例規集』千葉県安房郡和田町。
- 大栄町役場『大栄町例規集』千葉県安房郡大栄町。
- 小見川町役場『小見川町例規集』千葉県香取郡小見川町。
- 山田町役場『山田町例規集』千葉県香取郡山田町。
- 松尾町役場『松尾町例規集』千葉県山武郡松尾町。
- 横芝町役場『横芝町例規集』千葉県山武郡横芝町。